# 記憶の場所
記憶の場所（きおくのばしょ、英：Realms of memory／Sites of Memory、仏：Lieu de mémoire）は、歴史的出来事など「忘れがたい記憶」という無形の抽象的なものを具象的に証明する有形の現実的な場所を指し、フランスの歴史学者ピエール・ノラが著書『Les Lieux de Mémoire』の中で提唱した考え。

## 概念
歴史とは個々人の記憶の集積の集合体の中にこそあり、それを人々が共有する必要がある。その時、他人の頭の心の中にあり見ることが出来ない記憶を取り出し、どう見せるかが重要になる。文字化や当事者による語り、物理的に存在する物体、それらを顕彰する記念碑や収蔵する施設などが上げられるが、ノラは不変の土地（＝場所）こそ長く語り継ぐのにふさわしいとする。
但しノラは、「記憶の場所」は適正に運用しなければ、本物らしさを装ったもので作られた伝統になる恐れがあることを自身で指摘している。
一方で複数の異なる記憶は正確さの擦り合わせをする必要があり（記憶の汚染・虚偽記憶・過誤記憶あるいは記憶の干渉の排除）、極度な感情が入り込むことで歪められる恐れがあるとの指摘もある。
時間知覚には個人あるいは集団により差があるため、時間の観念として経過した時の長さは問わない。

## 活用実例
イスラエルの歴史家ガイ・ベイナーは自身のユダヤ人としての出自も踏まえ、「記憶の場所」はディアスポラの社会的忘却あるいは動機付けられた忘却を防ぐ意義があると評価し、世界各地のユダヤ入植地の痕跡を伝承するのに役立てている。
またドイツでは文化的記憶として、ホロコーストを後世に伝えるための教育に応用している。

## 弊害
上記にあるように、イスラエルがユダヤ人遺跡だとして顕彰する際に、複合する他民族の文化痕跡を排除する行動がみられ問題となる場合がある。

## 研究機関
ニューヨークに拠点を置く1999年に設立された良心の場所に関わる国際組織（ICSC）があり、ユネスコなどとの協力関係にある。

## 世界遺産への応用

### 最近の紛争
2018年の第42回世界遺産委員会においてフランスとベルギーによる共同で「第一次世界大戦（西部戦線）」が世界遺産に新規登録推薦されたが、諮問機関である国際記念物遺跡会議（ICOMOS）が近年の戦争に関する評価は当事者間での見解の相違が伴い、多くの人々の記憶に残されており、対立を再燃させる恐れもあり、顕彰するには時期尚早であると審査を先送りした。
2019年の第43回世界遺産委員会ではフランスから第二次世界大戦での「ノルマンディー上陸作戦（1944年）の海岸」を推薦したが、前年の西部戦線と同様の理由から諮問機関の勧告自体が保留となった。
こうした一連の推薦をユネスコは「最近の紛争（Recent conflicts）」に関する事象として扱うことを決め、諮問機関などと協議し、「最近」とは20世紀初頭以降、「紛争」とは国家間や人種・民族間あるいは宗教間や性別間における戦争・虐殺・軍事的占領・植民地化・民族自決運動・抵抗活動・解放運動・亡命・国外追放・大規模な人権侵害などを指すと定義。これを前提に世界遺産における「記憶の場所」は「国家とその国民・コミュニティが記憶に残したい出来事が起こった場所」と位置付けた。そこには犠牲者を追悼することができる物証（世界遺産の条件である不動産有形財構築物、景観を含む）があり、広く一般に訪れることが可能であり、そのことで第三者が客観的に検証することが出来るとともに、和解・追悼・平和的反省・対話を促せる要素があることとした。紛争などで構造物が破壊されている場合、残された建物基礎や焼け野原であっても場所の精神が伴えば「故地の情景（Scenery of former territory）」として評価する。
これを世界遺産に推薦する場合には、他の世界遺産同様に「顕著な普遍的価値」があることの国際的かつ学術的証明があり、登録は対立を煽るのではなく平和構築の使命を果たす役割を与えること、往時対立した関係する国やコミュニティとの対話が進められていることなどの条件を示し、推薦書に盛り込むよう原則化した。
また、推薦後に往時対立した国やコミュニティから異議申し出があった場合には、無期限で審査を差し止め、当事者間での対話を優先させ、世代を超えたトラウマが伴う場合にはその解消に務め、抑圧された記憶から解放されるよう努力を求める。
検証する際の指標には文化的意義を持つ「場所」の保存のためのオーストラリアイコモス憲章（ブーラ憲章）を充てる。
このような規定は、ロシアによる侵攻をうけたウクライナが、チェルノブイリ原子力発電所や今回の侵攻を忘れないために世界遺産化も見据え、推薦に際して求められる法的保護根拠として、2000年に制定した「Law of Ukraine on Cultural Heritage Protection（文化遺産保護に関するウクライナ法）」の改正を行い、最近の出来事もウクライナ国内法では文化財として扱うとしたが、当事国間の対話を促されることになると高い障壁となりかねない。
「最近の紛争」での「記憶の場所」は、従来負の世界遺産として括られてきたものの延長線上に位置付けられる。負の世界遺産とされるものの中にも原爆ドームやロベン島のように20世紀に起きた事象を顕彰するものが含まれているが、負の世界遺産はユネスコが公式に設定した区分ではない。これに対して「最近の紛争」での「記憶の場所」は公式な扱いとなる。
2021年の第44回世界遺産委員会ではポーランドが「グダニスク造船所 – 『連帯』誕生の場にして鉄のカーテン瓦解の象徴」を推薦したが、事前評価で不登録勧告を出した上で、「連帯の流れをくむ政党が複数あり、連帯の足跡を世界遺産とすることでその業績を自身のものとする政治利用にされかねない」と警戒し、「最近の紛争」に準じた扱いにし、「最近の紛争」の方向性が定まるまで無期限の審議延期とした。
2023年の第45回世界遺産委員会では、審査が先送りされたフランスとベルギーによる「第一次世界大戦西部戦線の追悼と記憶の場」が再審査されることになったのに加え、南アフリカ共和国が「ネルソン・マンデラの史跡群」、ルワンダがルワンダ虐殺に関する「ジェノサイド記憶の場」を推薦し、第一次世界大戦西部戦線やルワンダ虐殺が登録された（第45回世界遺産委員会#第42回世界遺産委員会からの先送り案件に関連する推薦を参照）。審査開始を前にラザレ・エルンドゥ・アソモ世界遺産センター所長は「我々の人間性が問われている」と意義を示し、「記憶の場所」が認識登録されたことに関してユネスコは「地球規模での世界遺産の役割における新たな段階を示すもの」「平和構築において重要な役割を果たすことができる」とした。2024年の第46回世界遺産委員会では、前年から持ち越された南アのネルソン・マンデラ関連史跡も登録された。
2025年の第47回世界遺産委員会では、カンボジアで起きたクメール・ルージュによるカンボジア大虐殺を伝承する場所としてキリングフィールドやS21 (トゥール・スレン)が「カンボジアの記憶の場所群 : 弾圧の中心地群から平和と反省の各所まで」として登録された。

#### 各国の試み
韓国：朝鮮戦争時に釜山広域市にまで撤退した韓国政府が臨時首都とした際の大統領官邸（現臨時首都紀念館）・アメリカ大使館（現釜山近代歴史館）・UN記念公園などを「釜山 戦時首都の史跡」として2023年に暫定リストに掲載した。また、2024年に登録された佐渡島の金山について朝鮮人強制労働の歴史問題があり、「記憶の場所」に相当する可能性があるともしていた。
 中華人民共和国：2013年に一度、731部隊に関する場所として黒竜江省ハルピン市に残る旧日本陸軍の防疫給水部跡を暫定リストに掲載したが、その後日中関係を鑑みて掲載を取り下げた経緯や（2014年に南京事件関連史料が世界の記憶に登録）、2004年当時に取沙汰された侵華日軍南京大屠殺遇難同胞紀念館の世界遺産推薦など、今後も両国の政治情勢によって再燃する可能性がある。但し、「記憶の場所」の原則に従えば、日本との協議が必要となる。
 インド：インド独立運動の中でマハトマ・ガンディーが唱えたサティヤーグラハ（非暴力抵抗運動）で実践された塩の行進などの関連史跡を暫定リストに掲載している。
 トルコ：第一次世界大戦の中東戦域における戦場となったチャナッカレ（ダーダネルス海峡）とゲリボル（ガリポリ）を暫定リストに掲載している。
 フランス：ノルマンディー上陸作戦のDデイに関連する場所を暫定リストに掲載しており、80周年を迎えた2024年に開催したシンポジウムに招かれたユネスコ関係者が世界遺産登録の可能性が高いことを示唆した。
 リトアニア：2023年にカウナスの楽天主義建築（1919～1939年）が世界遺産に登録されたが、カウナスには同時期に第二次世界大戦の戦禍から逃れてきた難民によって築かれた楽天建築の影響を受けた派生様式の通称「Emigrant architects（移民建築）」が残されており、楽天建築推薦の過程で除外されたが、「記憶の場所」としての意義に照らせば世界遺産級の価値があるとカウナス工科大学が主張。
 アメリカ合衆国：建国からの歴史が短いアメリカでは、比較的新しいものでもアメリカ合衆国国立史跡やアメリカ合衆国国定歴史建造物として顕彰しており、最近では第二次世界大戦を勝利に導く貢献を果たした第二次世界大戦遺産都市も制定。ここに戦跡を加える提言もある。アメリカ戦史上唯一の本土攻撃（本土空襲・本土砲撃）をうけた第二次世界大戦（太平洋戦争）に関係する場所や、海外領土のグアム、自治領のサイパンなど主権が及ぶ範囲でアメリカ軍兵士が犠牲となった戦地を「最近の紛争」での「記憶の場所」として顕彰しようというもの。但し、これらをいきなり世界遺産に推薦しようというものではない。また、これらは旧日本軍との戦闘によるもので、過度に日本を刺激することは、現在の日米関係に良くない影響を与えかねず慎重に判断すべきとの意見もある。

### 解釈の拡大

#### 無形空間の顕彰
無形文化遺産の成功をうけ、ユネスコは世界遺産にも民俗学的領域を採り入れる検討を始めている。世界遺産は有名な歴史的建造物や遺跡を対象に始まり、産業遺産や文化的景観など新たな概念を導入して発展してきたが、21世紀に入り欧米では人文科学などの分野に目に見えない暗黙知的な解釈や精神性を採り入れる風潮が起こり、世界遺産でも文化的空間という考えの評価がそれにあたる。
長崎と天草地方の潜伏キリシタン関連遺産では、潜伏キリシタンが信仰を守るために隔絶した場所を切り拓いた集落景観を評価したが、現在そこに建つ住宅は古民家ではない現代建築のため、整合性をとるため「special cultural or physical significance（特別な文化的または物理的重要性）」という価値観が提唱された。物理的とは無形の時間（の流れ・経過）や空間を有形具現化しているものを指し、「記憶の場所」であるとした。

#### 自然災害の顕彰
ユネスコOBなどで構成する国際的NGO組織のOurWorldHeritageが、震災遺構のような自然災害の爪痕も「記憶の場所」となりえるのではないかと示唆する。天災は防ぎようがないが、次に同じ事態が起こった時に被害を最小限に抑えるためには、災害の記憶を伝承することが重要で、「記憶の場所」として保存できれば防災教育に活用でき、そうした分野を世界遺産に取り込むことも検討してはとする。
自然災害はその事象そのものは、登録基準（クライテリア）ⅶの自然現象、ⅷの地形形成における進行中の地質学的過程などに該当する自然遺産として、破壊された人工物の残骸は文化遺産と見なせ、その双方の要素が伴う複合遺産の可能性もある。
また、自然災害伝承碑のような実質的な動産（可動文化財）、映像や証言集のような記録物との相互補完も求める。
人為的な戦争遺跡にせよ、自然現象による災害遺産にせよ、復旧復興が進められる中で原初の状態を維持し真正性を確保しておけるのかや、目にすることで辛い記憶が蘇ることに対する「忘れる権利」があることも課題となる。

### 顕彰と恩恵
ルワンダ虐殺の地が「記憶の場所」として世界遺産となったことで、ルワンダ語で「超越」を意味する「ikirenge」と呼ばれる芸術的自由イニシアチブ活動が展開されるようになり、ルワンダ紛争で途絶えた伝統芸能を復活し、イベントを通じて民族和解を図るようになった。もともと伝統芸能の祭事には特別な舞台装置などを必要とせず路傍などで行われてきたが、ikirengeを軸に無形文化遺産化や文化的景観も視野に入れるようになった。
世界遺産となって迎えた2024年はルワンダ虐殺発生から30年の節目であり、2003年の国際連合総会で制定された1994年のルワンダにおけるツチ族に対する虐殺を振り返る国際デーをユネスコ主導で大々的な顕彰が行われる。